# بروچرو ویلا کورا
بروچرو ویلا کورا (به اسپانیایی: Villa Cura Brochero) یک منطقهٔ مسکونی در آرژانتین است که در Departamento San Alberto واقع شده‌است. بروچرو ویلا کورا ۱۰٬۹۲۶ نفر جمعیت دارد و ۹۵۹ متر بالاتر از سطح دریا واقع شده‌است.